# أوريو
أُورِيُو (بالإنجليزية: Oreo)‏ علامة تجارية لبسكويت أمريكي تنتجه العلامة التجارية الأمريكية نابيسكو. يتكون من كريمة بيضاء (قد تحتوي على الحليب) أو لا تقع بين قطعتي بسكويت شوكولاتة (7% مسحوق الكاكاو). ويعتبر أوريو من أشهر البسكويتات في العالم في القرن 21.

## الاسم
في الثقافة الشعبية (اللغة العامية الأمريكية)، كلمة أوريو كانت تعني شوكولاتة بونتي «Bounty chocolat» في فرنسا، يعني أن هذا الشخص أسود لكن داخله أبيض.
هناك عدة فرضيات حول تسمية أوريو، مثل اشتقاقها من الكلمة الفرنسية Or، أي الذهب (لأن الأغلفة الأولى كانت ذهبية)، أو كلمة أوريو اليونانية التي تعني «الجميلة». هناك فرضيات أخرى أن هذا الاسم تم اختياره اعتباطيا لأنه يبدو جيدا.

## تاريخ

### القرن العشرون

وجه العلامة التجارية لبسكويت أوريو

دخلت أوريو إلى الأسواق الأمريكية والبريطانية من قبل مجموعة نابسكو في فبراير 1912، كان ينظر لهذا البسكويت في بريطانيا على أنه عادي كباقي المنتجات الأخرى، لكن بعد سنوات من التطور بدأ يلقى إعجاب عشاق البسكويت. في الأصل كان أوريو أعلى شكلا مما هو عليه الآن وكانت له نكهتان: «ميرنغ الليمون» و«الكريمة». كان يتم بيع 500 غرام من البسكويت بثمن 30 سنتا (¢30) في غلاف شفاف، مما يسمح للمستهلك برؤية البسكويت كما هو في الداخل.
ظهر تصميم جديد في عام 1916، كانت نكهة الكريمة هي الأكثر شعبية من بين النكهتين الإثنين، فتوقفت نابسكو عن إنتاج النكهة الأخرى (مرنغ الليمون) لأنها لم تكن تباع بشكل جيد، فتطورت أوريو بشكل ممتاز سنة 1952 من طرف وليام تيرنير.

### القرن الحادي والعشرون
في يناير 2006 استبدلت نابسكو الدهون المتحولة في كعكة أوريو بالزيت النباتي غير المهدرج في.
في يونيو 2012 نشرت أوريو إعلانًا يعرض كعكة أوريو مع كريمة ملونة بألوان قوس قزح للاحتفال بشهر فخر المثليين (LGBT Pride month)كانت الأوريو نفسها خيالية ولم يتم تصنيعها أو إتاحتها للبيع. أثار الإعلان بعض التعليقات السلبية، لكن كرافت فودز وقفت إلى جانب الترويج لها قائلة إن «كرافت فودز لها تاريخ حافل بالاحتفال بالتنوع والشمول. وأنها تشعر أن إعلان أوريو هو انعكاس ممتع لقيمها». تم اتباع ذلك خلال 2012 من خلال سلسلة من الإعلانات لإحياء ذكرى الأعياد والمناسبات الأخرى، بما في ذلك كريم أوريو باللون الأزرق والأبيض والأحمر لتكريم يوم الباستيل، ومجموعة من فتات الأوريو التي تشير إلى ظهور الوابل النيزكي دلتا أكواريدز، وأوريو مع عضة مسننة للترويج لأسبوع القرش على قناة ديسكفاري.
في 11 مايو 2019 نشرت شركة أوريو تغريدة كتبت فيها:«أوريو ليست حلالًا. شكرًا على رسالتك»، تسببت هذه التغريدة في إثارة الارتباك بين المستهلكين المسلمين، وتفاعلوا مع التغريدة آلاف المرات: هل أنت متأكد؟ هل تستخدمون دهن الخنزير؟ هل تعني أنك لم تحصل على شهادة تثبت خلو منتجاتكم من الجيلاتين؟، حذفت الشركة تغريدتها سريعًا، بعد أن أخلت مسؤوليتها، وأكدت أن هذه المعلومة مسجلة على موقعها الرسمي فيما يخص أوريو الموجودة في كندا وأميركا، ولكن بعد أن تداولها الآلاف على تويتر، وبعد حالة الذعر التي سادت بسبب تغريدة الشركة، قال موزع الشركة لموقع "غلف نيوز" إن أوريو المباع في الإمارات حلال، وإن التغريدة كانت موجهة لجمهور الشركة في أميركا وكندا، مضيفا أنها كانت مضللة بعدم توضيح اختلاف مكونات المنتج حسب كل منطقة جغرافية، وأضاف أن منتجات أوريو متوافقة مع القوانين واللوائح المحلية لكل دولة في جميع أنحاء مجلس التعاون الخليجي التي يعمل على التوزيع فيها.

## التسويق
أصبحت شركة كرافت فودز مالكة أوريو منذ اقتناءها مجموعة نابسكو سنة 2000، حيث قامت بعملية تسويق وتوزيع عالمية من أجل نشره في أوروبا: تسويق مكثف في إنجلترا سنة 2009، ودعاية كبيرة في فرنسا منذ سنة 2010،و هو ما أدى إلى تحقيق نجاح كبير.منذ سنة 2012، أصبحت مجموعة موندليز الدولية مالكة أوريو.
منذ بدايتها، تم بيع أكثر من 500 مليار أوريو، الشيء الذي جعله البسكويت الأكثر مبيعا في القرن الحادي والعشرين، كما يتنوع مستهلكوه بين الأطفال، الشباب وحتى الكبار.
أوريو توزع حاليًا في أكثر من 24 بلد، إضافة إلى دول الوطن العربي والتي تصنع في مصانع الشركة في مدينة الدمام شرق السعودية لدى شركة نابسكو العربية المحدودة (Nabisco Arabia Co. Ltd)، كما أنَّ إصدارات الدول العربية حلال (أي مناسبة للمسلمين).

## التوزيع الدولي
يتم توزيع الكعك المحلى أوريو في جميع أنحاء العالم من خلال مجموعة متنوعة من قنوات البيع والتسويق. ومع استمرار شعبيتها في النمو تزداد أيضًا كمية التوزيع الدولي معها. وفقًا لشركة كرافت للأطعمة، فإن أوريو هو «أعلى كعك محلى مبيعًا في العالم». في مارس 2012 ذكرت مجلة تايم أن أوريو متوفرة في أكثر من 100 دولة مختلفة. بشكل عام تشير التقديرات إلى أنه منذ بداية الأوريو في عام 1912 تم إنتاج أكثر من 450 مليار أوريو في جميع أنحاء العالم.
تختلف مكونات بسكويت أوريو البريطاني (كما هو مدرج في موقع UK Oreo الإلكتروني) قليلاً عن تلك الموجودة في أوريو الأمريكي. على عكس النسخة الأمريكية يحتوى أوريو البريطاني في الأصل على مسحوق مصل اللبن الذي ليس مناسبًا للأشخاص الذين يعانون من عدم تحمل لا إطاقية اللاكتوز. بالإضافة إلى ذلك نظرًا لأن مسحوق مصل اللبن مصدره الجبن المصنوع من منفحة العجل، فإن النسخة البريطانية غير مناسبة للنباتيين كذلك. أعلنت شركة كرافت في 6 ديسمبر 2011 أن إنتاج بسكويت أوريو سيبدأ في المملكة المتحدة - تم اختيار مصنع كادبوري في شيفيلد جنوب يوركشاير لتصنيع بسكويت أوريو في بريطانيا لأول مرة وبدأ الإنتاج هناك في مايو 2013.
تم تقديم بسكويت أوريو إلى السوق الهندية بواسطة كادبوري الهند في عام 2011، وتقدر قيمة صناعة البسكويت في الهند بحوالي 1.8 مليار دولار.

## التغذية
عبوة من الأوريو بها ست بسكويتات تحتوي على 270 سعرة حرارية وبالتالي هناك 45 سعرة حرارية في الأوريو الواحدة. تنقسم السعرات الحرارية الـ 45 إلى 27 من الكربوهيدرات و16.5 من الدهون، و1.5 سعرة حرارية من البروتين. تحتوي نكهات أوريو المختلفة على كميات متفاوتة من الكربوهيدرات: فأوريو الشوكلاتة يحتوي على 13 جم من الكربوهيدرات (تمثل 4٪ من الاستهلاك اليومي الموصى به) و9 جم من السكريات لكل 3 أوريو، بينما يحتوي أوريو النعناع على 25 جم من الكربوهيدرات و18 جم من السكريات لكل حصة. تحتوي الأوريو على كميات صغيرة من البروتينات والمعادن (الحديد والصوديوم موجودان) لكنها لا تحتوي على أي فيتامينات.

## المكونات
ظلت مكونات الأوريو دون تغيير إلى حد كبير عن الأصل على الرغم من ظهور العديد من الأصناف والنكهات البديلة بمرور الوقت. حيث تم صنع كعكة أوريو الكلاسيكية باستخدام أحد عشر مكونًا رئيسيًا:
1. سكر
2. دقيق غني غير مبيض (دقيق قمح، نياسين، حديد، ثيامين أحادي نترات (فيتامين ب 1)، ريبوفلافين (فيتامين ب 2)، حمض الفوليك)
3. زيت الكانولا عالي الأولييك أو زيت النخيل
4. كاكاو (معالج بالقلويات)
5. شراب الذرة عالي الفركتوز
6. عامل التخمير (صودا الخبز أو فوسفات أحادي الكالسيوم)
7. نشا الذرة
8. ملح
9. ليسيثين الصويا
10. فانيلين
11. شوكولاتة

## الأصناف

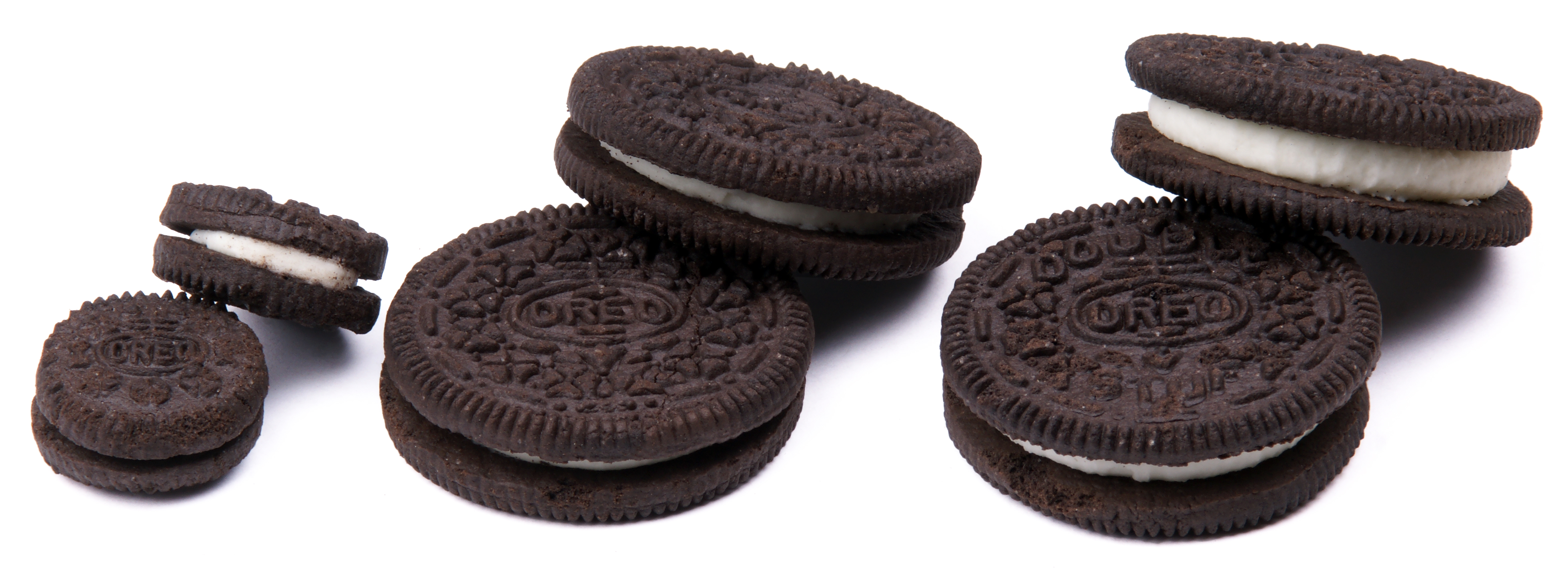
الأحجام المختلفة لأوريو : صغير، متوسط وكبير

بالإضافة للكعكة التقليدية، ظهرت العديد من الأشكال والنكهات: محاطة بشوكولاتة بيضاء، شوكولاتة الحليب، زبدة الفول السوداني، النعناع، الفراولة وغيرها حيث
تخرج أشكال جديدة من الأوريو كلما كانت فكرة حتى يكون تنويع في المنتوج
- أوريو ذو الحشو المضاعف :تم طرحه في عام 1974 يحتوي هذا النوع على ضعف الكمية العادية من الكريمة. (لكن وجد مدرس رياضيات أن أوريو ذو الحشو المضاعف يحتوي فقط على 1.86 ضعف كمية الكريمة من الأوريو العادية.[17]) متوفر بنكهات مختلفة من حشوة الكريمة: الأصلي، الشوكولاتة، زبدة الفول السوداني، النعناع البارد، وكعكة عيد الميلاد. في المملكة المتحدة تسمى هذه الأنواع أوريو الكريمة المضاعفة وهي متوفرة فقط بالنكهة الأصلية. تم تقديم أوريو ذو الحشو المضاعف الذهبي الذي يتميز برقائق أوريو الذهبية مع كمية مضاعفة من الكريمة الأصلية بنكهة الفانيليا في عام 2009.
- أوريو كرة القدم : بسكويت أوريو (أمريكي / كندي) على شكل كرة قدم، تم تقديمه في عام 1976.
- أوريو الشوكولاتة : بسكويت أوريو محشو بكريمة الشوكولاتة بدلاً من حشوة الكريمة البيضاء الأصلية بنكهة الفانيليا.
- أوريو النعناع : مجموعة متنوعة من أوريو مع اثنين من رقائق الشوكولاتة مفصولة بحشوة كريمة بنكهة النعناع.
- أوريو الرقيق : تم طرحه في يوليو 2015 هذه نسخة رقيقة من بسكويت أوريو الأصلي. حيث تأتي الرقائق في كل من أصناف الشوكولاتة والويفر الذهبي مع نكهات مختلفة من الكريمة بما في ذلك الشوكولاتة والنعناع والليمون والتيراميسو. كل بسكويتة أوريو تحتوي على 40 سعرة حرارية فقط؛ فهي أرق بنسبة 66٪ من النسخة الأصلية.

يتوفر أوريو في بعض البلدان بمجموعة متنوعة من النكهات غير المألوفة في السوق الأمريكية، على سبيل المثال يتوفر أوريو بنكهة الشاي الأخضر في الصين واليابان فقط، بينما تم تقديم أوريو الليمون المثلج في اليابان فقط.

## الصفة والجودة الغذائية
العلامة التجارية تلعب دورا كبيرا في إظهار المواد التي يحويها المنتوج، مثل الحليب المعروف عنه فوائده الكثيرة، فبمجرد رؤية صورة الحليب يصبح المنتوج صحيا في نظر المستهلكين، كما أنه يحتوي على مشتقات الخنزير.
و لذلك يجب على المستهلكين التأكد من المواد التي يحويها المنتوج لأنه في حقيقة الأمر، أوريو لا يحتوي أبدًا على الحليب.
في فرنسا، وبين سنتي 2010 و2013 تم تغيير واجهة غلاف الأوريو، بتغيير شكل الكعكة.
أوريو الأصلي حاليا لا يحتوي على اللاكتوز، ولا يحتوي على مصل اللبن، ولكن الشركة المنتجة تقول أنه يحتوي على القمح، الغلوتين وعلى فول الصويا وآثار من الحليب.
تقول بعض التقارير أن أوريو لا يحتوي على أي مكونات حيوانية.